# Bundesministerium für Verkehr (Deutschland)

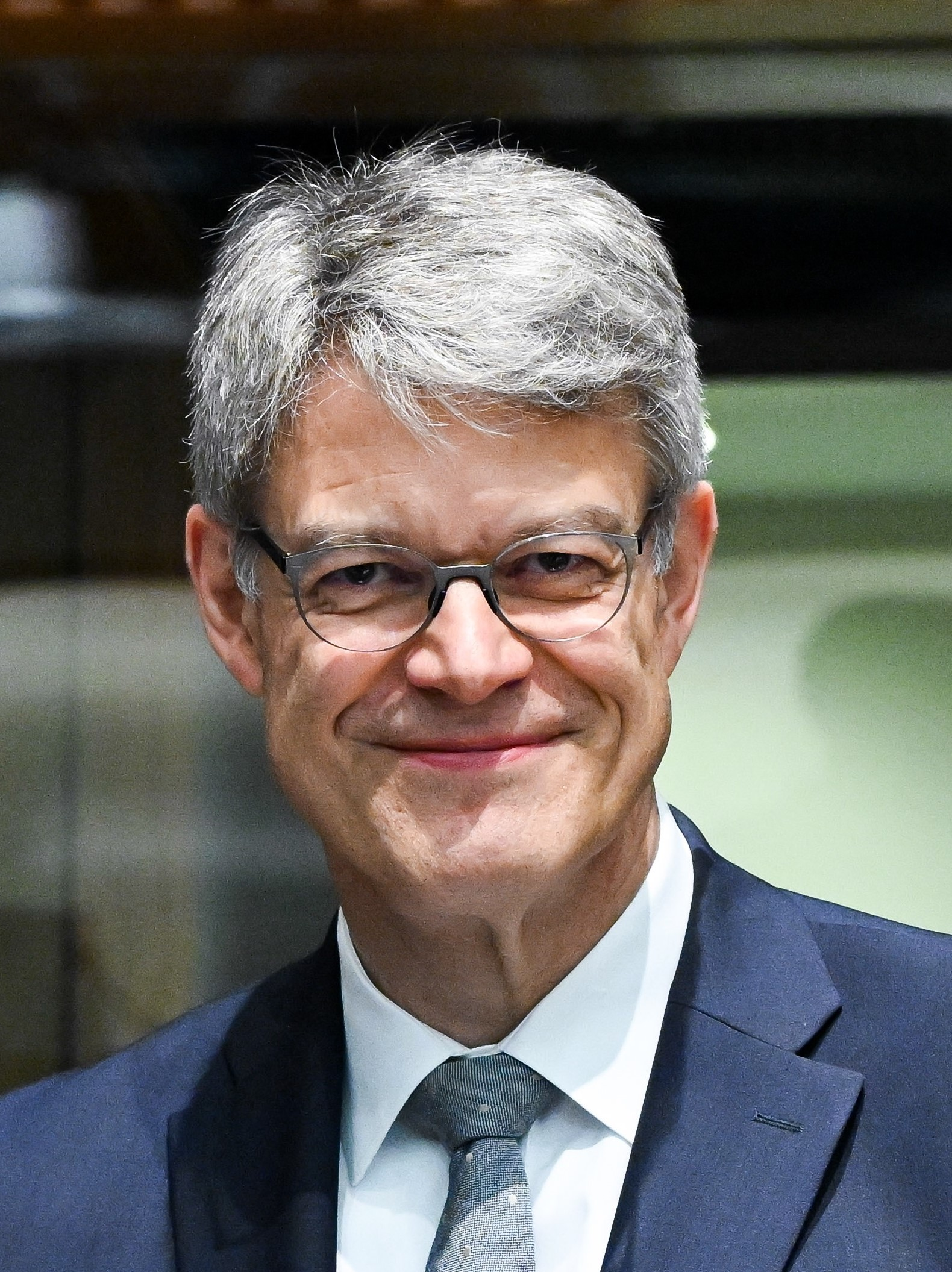
Patrick Schnieder (CDU), Bundesminister für Verkehr

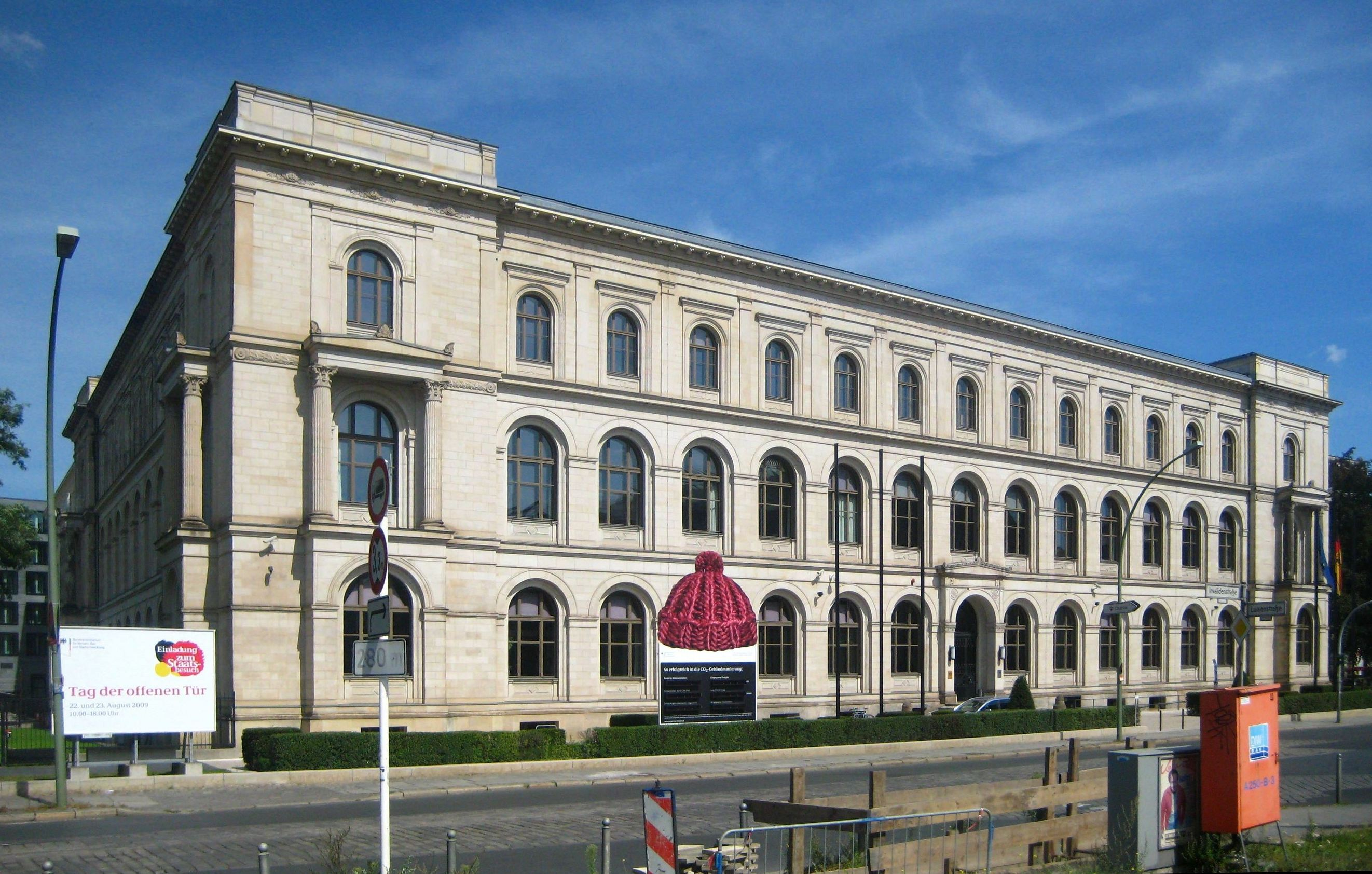
Erster Dienstsitz in Berlin, Invalidenstraße

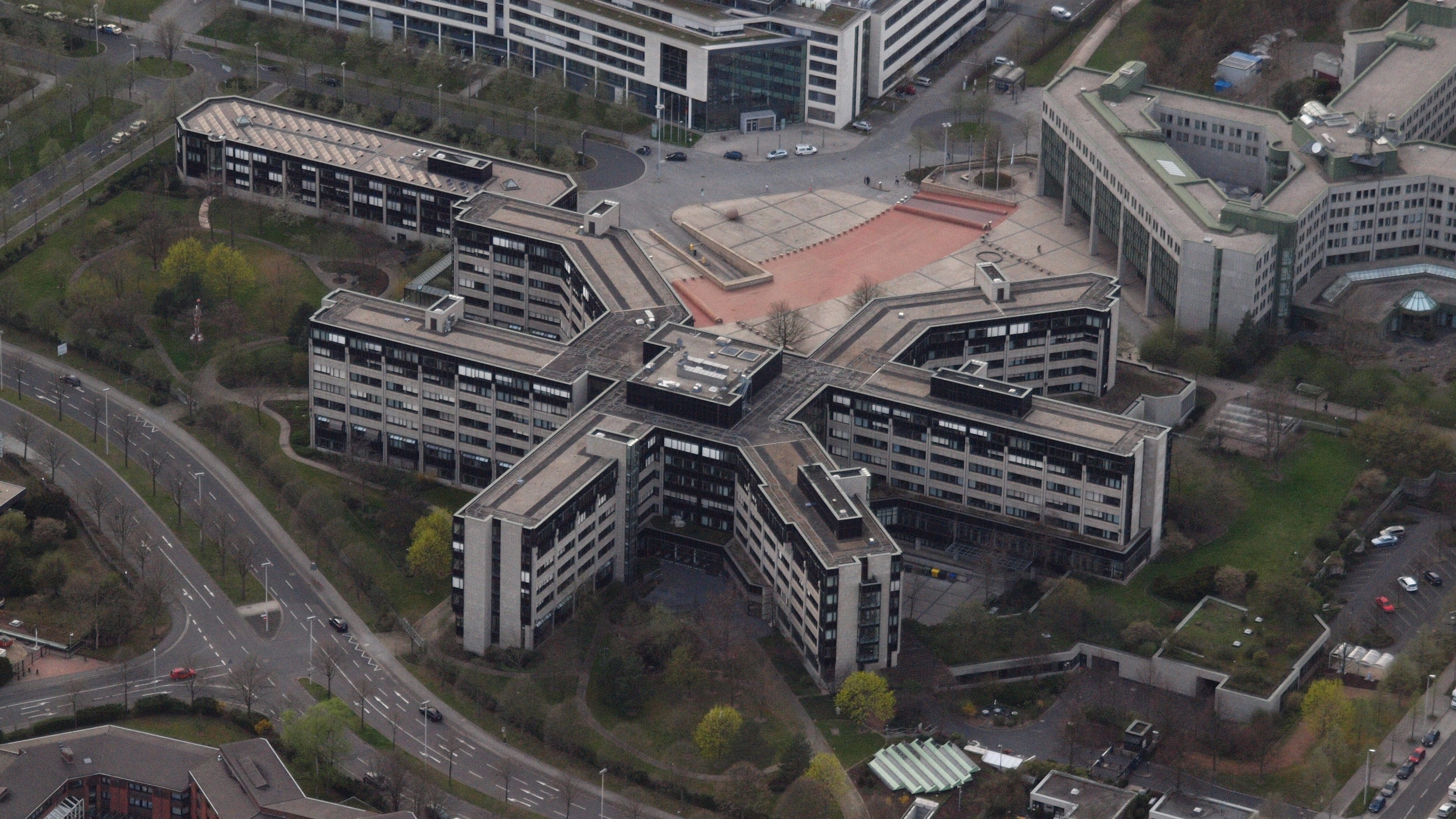
Zweiter Dienstsitz in Bonn, Robert-Schuman-Platz

Das Bundesministerium für Verkehr (BMV) ist eine Oberste Bundesbehörde der Bundesrepublik Deutschland. Es hat seinen Hauptsitz bzw. ersten Dienstsitz in Berlin, seinen zweiten – personell stärker besetzten – Dienstsitz in der Bundesstadt Bonn. An der Spitze steht der Bundesminister für Verkehr, dieser wird von zwei Parlamentarischen Staatssekretären (jeweils Mitglieder des Deutschen Bundestages) und zwei beamteten Staatssekretären bei seinen Aufgaben unterstützt.
Zuständiger Bundesminister im Kabinett Merz und somit der 25sten Bundesregierung ist seit dem 6. Mai 2025 Patrick Schnieder (CDU).
Im Bundesministerium arbeiten etwa 1.245 Mitarbeiter, davon ca. 693 in Bonn, ca. 552 in Berlin und bis zu 15 im Ausland. Dem Ministerium sind 44 Behörden nachgeordnet, in denen rund 23.500 Beschäftigte arbeiten.

## Geschichte und Dienstsitz
Das Bundesministerium für Verkehr wurde 1949 errichtet. Es befand sich zwischen 1949 und 1960 in Bonn im Gebäude der Landwirtschaftskammer Rheinland, anschließend bis 1974 im Sparkassengebäude am Bonner Friedensplatz, ab 1951 auch auf der Bad Godesberger Viktorshöhe. Das Ministerium hatte im Lauf der Jahre mehr als 28 Anschriften und war 1976 auf sieben verschiedene Standorte verteilt. Von 1979 bis 1989 war das Ministerium in der Bonner Kennedyallee 64–70 untergebracht.
Ab 1989 hatte das Bundesministerium für Verkehr seinen Sitz am Robert-Schuman-Platz im Bonner Ortsteil Hochkreuz in einem Neubau, der von 1986 bis 1989 neben dem damaligen Bundesministerium für Post und Telekommunikation errichtet wurde. Im Mai 1980 konnten die Münchner Architekten Wilhelm Deiß und Heribert Bargou mit ihrem Gebäudeentwurf den Realisierungswettbewerb für sich entscheiden. Die Ausführungsplanung und Bauleitung wurde 1985 dem Düsseldorfer Büro Eller Meier Walter übertragen.
Am 3. Oktober 1990 wurde das Ministerium für Verkehrswesen der Deutschen Demokratischen Republik im Zuge der deutschen Wiedervereinigung in das Bundesministerium für Verkehr eingegliedert.
Durch den Organisationserlass des Bundeskanzlers vom 27. Oktober 1998 wurden das Bundesministerium für Verkehr und das Bundesministerium für Raumordnung, Bauwesen und Städtebau zusammengelegt und das Bundesministerium für Verkehr, Bau- und Wohnungswesen (BMVBW) gebildet.
Seit dem Regierungsumzug von Bonn nach Berlin im Jahr 1999 befindet sich in dem Gebäude am Bonner Robert-Schuman-Platz der zweite Dienstsitz des Ministeriums. Der erste Dienstsitz ist seither in Berlin in der Invalidenstraße 44 in einem Gebäude, das von August Tiede 1878 für die Preußische Geologische Landesanstalt errichtet wurde und in zwei Bauabschnitten nach Plänen des Schweizer Architekten Max Dudler erweitert wurde. Im zentralen Saal des Altbaus, dem Erich-Klausener-Saal, fand die Rauminstallation Verspiegeltes Planetensystem der Künstlerin Rebecca Horn als Kunst am Bau ihren Platz.
Das Ministerium wurde 2005 in Bundesministerium für Verkehr, Bau und Stadtentwicklung (BMVBS) umbenannt. Mit der Bildung des Kabinetts Merkel III wurde es durch den Organisationserlass der Bundeskanzlerin vom 17. Dezember 2013 in Bundesministerium für Verkehr und digitale Infrastruktur (BMVI) umbenannt. Zugleich wurden die Bereiche Bau und Stadtentwicklung dem Bundesministerium für Umwelt, Naturschutz, Bau und Reaktorsicherheit angegliedert.
Nach der Ernennung von Bundeskanzler Olaf Scholz am 8. Dezember 2021 ordnete dieser per Organisationserlass an, dass das Bundesministerium für Verkehr und digitale Infrastruktur die Bezeichnung Bundesministerium für Digitales und Verkehr erhält. Zugleich wurde dem BMDV die Zuständigkeit für Telekommunikation einschließlich der diesbezüglichen Fach- und Rechtsaufsicht über die Bundesnetzagentur sowie die Zuständigkeiten für die nationale, europäische und internationale Digitalpolitik ohne die Zuständigkeiten für Start-Ups übertragen.
Mit der Bildung des Kabinetts Merz am 6. Mai 2025 wurde das Ministerium in Bundesministerium für Verkehr umbenannt. Die Zuständigkeiten für Digital- und Datenpolitik sowie für digitale Infrastrukturen wurden an das neugebildete Bundesministerium für Digitales und Staatsmodernisierung übertragen, weitere Zuständigkeiten an das Bundesministerium für Forschung, Technologie und Raumfahrt.

## Aufgaben
Das Ministerium nimmt mit seinen nachgeordneten Behörden die Ressortaufgaben auf den Gebieten wahr, die die Mobilität von Personen und Gütern betreffen.
Die Zuständigkeit erstreckt sich auf die Verkehrsinfrastruktur des Bundes (Bundesfernstraßen, Eisenbahnnetze, Wasserstraßen und Luftverkehrswege). Zum Aufgabenspektrum gehören die rechtliche Ordnung und die Gewährleistung der Sicherheit der jeweiligen Verkehrsträger sowie die Planung und Finanzierung von Investitionen zur Erhaltung und zum Ausbau der Infrastrukturen.
Eine weitere Aufgabe ist die Modernisierung der Mobilität (alternative Antriebe und Kraftstoffe, Vernetzung von Fahrzeugen und Infrastruktur, intelligente Verkehrssysteme und automatisierte Mobilität). Dazu zählt auch die Einrichtung eines Digitalen Testfelds Autobahn zur Erprobung innovativer Fahrzeugtechnologien. Das BMV ist außerdem zuständig für das Satellitennavigationssystem Galileo sowie das Erdbeobachtungsprogramm Copernicus.
Das BMV ist auch zuständig für Aufgaben der zivilen Notfallvorsorge sowie der präventiven Gefahrenabwehr und Krisenbewältigung bei den einzelnen Verkehrsträgern. Seit 2004 werden dafür ressort- und länderübergreifende Krisenmanagementübungen („LÜKEX“) und Planbesprechungen im Rahmen einer Interministeriellen Koordinierungsgruppe durchgeführt. Ziel ist es, das effiziente Zusammenwirken der Krisenstäbe des Bundes und der Länder zu üben, die Fähigkeit zum Krisenmanagement im gesamten Zuständigkeitsbereich regelmäßig zu überprüfen und gegebenenfalls an geänderte Rahmenbedingungen anzupassen.

## Aufbau
Das Ministerium ist in mehrere Abteilungen mit Unterabteilungen gegliedert, die den Staatssekretären unterstellt sind:
| Staatssekretärin Claudia Stutz - Zentralabteilung - Abteilung Grundsatzangelegenheiten - Abteilung Bundesfernstraßen - Abteilung Wasserstraßen, Schifffahrt | Staatssekretär Stefan Schnorr - Abteilung Haushalt, Beteiligungen - Abteilung Eisenbahnen - Abteilung Luftfahrt - Abteilung Straßenverkehr |

## Behörden und Beteiligungen
Dem BMV sind 18 Bundesoberbehörden und Bundesämter unmittelbar nachgeordnet:
| Behörde                                              |      | Sitz                | Mitarbeiter | Haushaltsvolumen       |
| ---------------------------------------------------- | ---- | ------------------- | ----------- | ---------------------- |
| Bundesamt für Logistik und Mobilität                 | BALM | Köln                | ca. 2000    | 75,0 Mio. Euro (2023)  |
| Bundesamt für Seeschifffahrt und Hydrographie        | BSH  | Hamburg und Rostock | 885         | 103,9 Mio. Euro (2019) |
| Bundesanstalt für Gewässerkunde                      | BfG  | Koblenz             | 460         | 48,6 Mio. Euro (2023)  |
| Bundesanstalt für Straßen- und Verkehrswesen         | BASt | Bergisch Gladbach   | ca. 400     | 47,1 Mio. Euro (2022)  |
| Bundesanstalt für Verwaltungsdienstleistungen        | BAV  | Aurich (NI)         | 217         | 24,7 Mio. Euro (2019)  |
| Bundesanstalt für Wasserbau                          | BAW  | Karlsruhe           | 483         | 68 Mio. Euro (2023)    |
| Bundesaufsichtsamt für Flugsicherung                 | BAF  | Langen (HE)         | 104         | 9,6 Mio. Euro (2019)   |
| Bundeseisenbahnvermögen                              | BEV  | Bonn                | ca. 1900    |                        |
| Bundesstelle für Eisenbahnunfalluntersuchung         | BEU  | Bonn                | 33          | 1,8 Mio. Euro (2019)   |
| Bundesstelle für Flugunfalluntersuchung              | BFU  | Braunschweig        | 37          |                        |
| Bundesstelle für Seeunfalluntersuchung               | BSU  | Hamburg             | 12          |                        |
| Deutscher Wetterdienst                               | DWD  | Offenbach am Main   | 2156        | 388,1 Mio. Euro (2019) |
| Eisenbahn-Bundesamt                                  | EBA  | Bonn                | 1178        | 105,1 Mio. Euro (2019) |
| Fernstraßen-Bundesamt                                | FBA  | Leipzig             | 1234        | 35,4 Mio. Euro (2020)  |
| Havariekommando                                      | HK   | Cuxhaven            | 50          |                        |
| Kraftfahrt-Bundesamt                                 | KBA  | Flensburg           | 833         | 93,0 Mio. Euro (2019)  |
| Luftfahrt-Bundesamt                                  | LBA  | Braunschweig        | 1052        | 91,7 Mio. Euro (2022)  |
| Wasserstraßen- und Schifffahrtsverwaltung des Bundes | WSV  | Bonn                | 12.500      |                        |

Weitere 27 Behörden sind dem BMV über die WSV mittelbar nachgeordnet. Die Generaldirektion Wasserstraßen und Schifffahrt (GDWS) in Bonn als Mittelbehörde ist der WSV unmittelbar nachgeordnet. Der GDWS sind seit der Reform der WSV als Unterbehörden 17 Wasserstraßen- und Schifffahrtsämter (WSA/WSÄ), acht Wasserstraßen-Neubauämter (WNA/WNÄ) und das Reedereizentrum der WSV nachgeordnet.
Das Oberprüfungsamt für das technische Referendariat (OPA) ist eine Sonderstelle des BMV mit Sitz in Bonn. Es ist zuständig für die Betreuung des Ausbildungs- und Prüfungswesens für das technische Referendariat. Diese Sonderstelle ist zugleich auch Prüfungsamt für den gehobenen technischen Verwaltungsdienst in der Wasserstraßen- und Schifffahrtsverwaltung des Bundes (WSV).
Das Amt für Binnen-Verkehrstechnik ist eine der Generaldirektion Wasserstraßen und Schifffahrt (GDWS) nachgeordnete Dienststelle mit Sitz in Koblenz.
Darüber hinaus hat das BMV unter anderem die Rechts- und Fachaufsicht über:
- Deutsches Zentrum für Schienenverkehrsforschung (DZSF)

Die Bundesrepublik Deutschland, vertreten durch das BMV, hält Anteile an folgenden privatrechtlichen Unternehmen mit Geschäftstätigkeit:
- 100 % Autobahn GmbH des Bundes
- 100 % Deutsche Bahn AG
- 100 % Deutsche Flugsicherung GmbH
- 100 % Flughafenkoordination Deutschland GmbH
- 100 % NOW GmbH (Nationale Organisation Wasserstoff- und Brennstoffzellentechnologie)
- 100 % Toll Collect
- 49,02 % Internationale Mosel-Gesellschaft
- 29,08 % DEGES (Deutsche Einheit Fernstraßenplanungs- und -bau GmbH)
- 26 % Flughafen Berlin Brandenburg GmbH
- 31 % Flughafen Köln/Bonn GmbH
- 26 % Flughafen München GmbH

## Expertennetzwerk des BMV

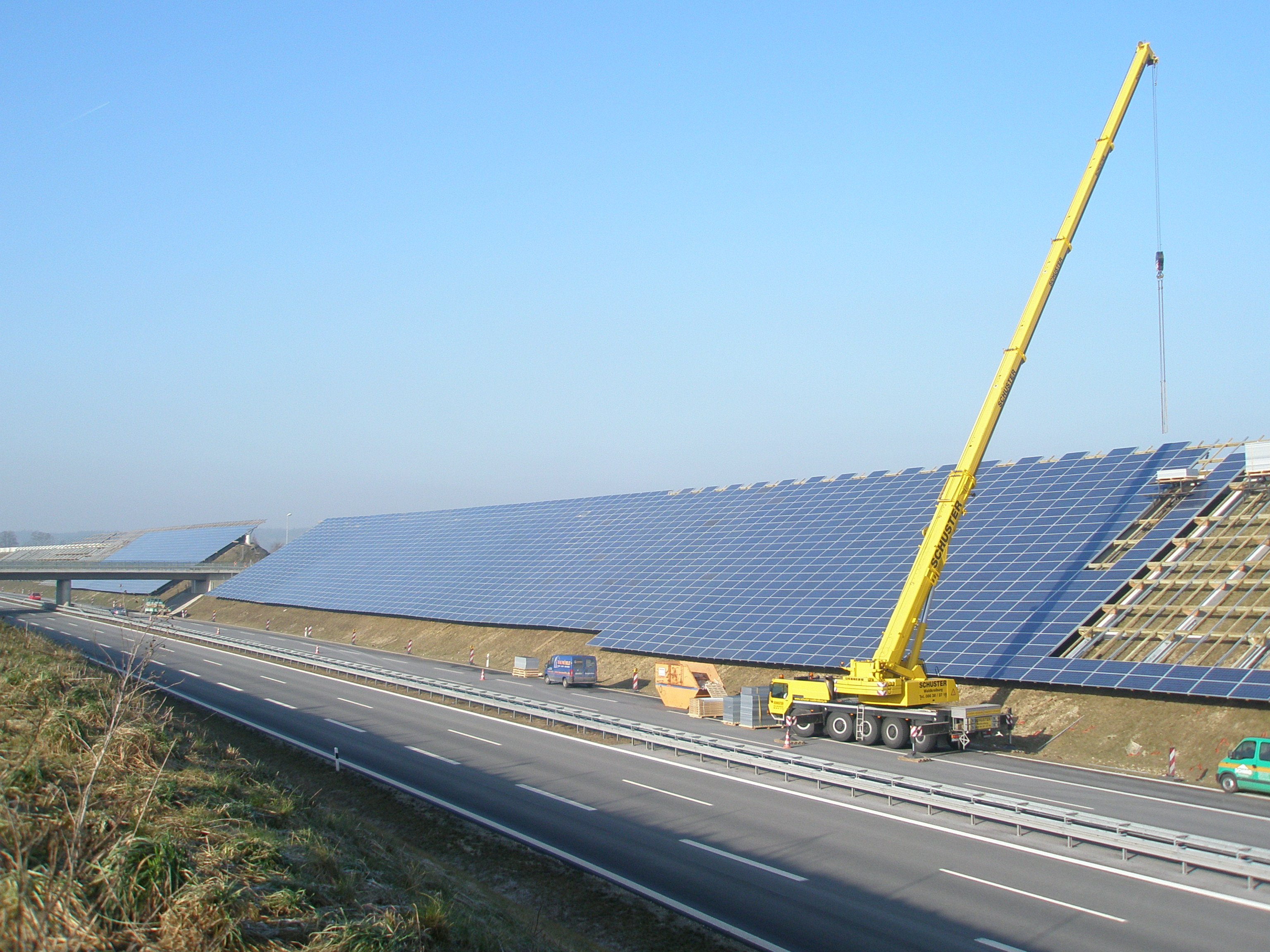
Beispiel für die Nutzung erneuerbarer Energien in der Verkehrsinfrastruktur, eines der Untersuchungsthemen im Expertennetzwerk des BMDV: Photovoltaikmodule am Autobahn-Lärmschutzwall Töging am Inn

Um die fachliche Zusammenarbeit bei behördenübergreifenden Fragestellungen insbesondere im Bereich der anwendungsorientierten Forschung zu intensivieren, wurde das BMV-Expertennetzwerk eingerichtet, in dem sich sieben der Ressortforschungseinrichtungen und Fachbehörden zusammengeschlossen haben. Das BMV-Expertennetzwerk behandelt die Themenfelder:
- Klimawandelfolgen und Anpassung
- Umwelt und Verkehr
- Zuverlässige Verkehrsinfrastruktur
- Digitale Technologien
- Erneuerbare Energien
- Verkehrswirtschaftliche Analysen

Im BMV-Expertennetzwerk arbeiten folgen Fachbehörden zusammen:
- Bundesamt für Logistik und Mobilität (BALM)
- Bundesamt für Seeschifffahrt und Hydrographie (BSH)
- Bundesanstalt für Gewässerkunde (BfG)
- Bundesanstalt für Straßenwesen (BASt)
- Bundesanstalt für Wasserbau (BAW)
- Deutscher Wetterdienst (DWD)
- Deutsches Zentrum für Schienenverkehrsforschung beim Eisenbahn-Bundesamt (DZSF/EBA)

## Auszeichnungen
Das Bundesministerium für Verkehr und digitale Infrastruktur wurde im Jahr 2018/2019 (gemeinsam mit DB Cargo und der VTG AG) für die Entwicklung des Innovativen Güterwagens mit dem Innovationspreis des Privatbahn Magazins ausgezeichnet.
Am 2. Mai 2023 erhielt das Bundesministerium für Digitales und Verkehr von der Europäischen Union und vom ADFC das Zertifikat „Fahrradfreundlicher Arbeitgeber“ in der höchsten Stufe Gold für seine beiden Standorte in Berlin und Bonn.

## Haushaltsmittel
Das Ministerium verwaltet einen Haushalt in Höhe von 45,259 Milliarden Euro (IST vom Jahr 2024). Dabei zeigt folgende Tabelle die Entwicklung der jährlichen Finanzausstattung seit dem Jahr 2012 und somit des jährlichen Haushalts des Bundesministerium für Verkehr (BMV) aus vergangenen 12 Jahren. Datenquelle ist das Tool „Bundeshaushalt digital“, das Interessierten im Internetauftritt des Bundesministeriums der Finanzen (BMF) zur Verfügung steht. Die Euro-Angaben sind hier alle in Form von Tausend-Euro-Beträgen angegeben.
| Jahr / Spalte | SOLL-Höhe Haushalt Bund (in T-Euro) | IST-Höhe Haushalt Bund (in T-Euro) | davon BMV (in T-Euro) | BMV-Anteil vom Bund | Bei BMV Kap.1201 Bundes- fernstraßen | Bei BMV Kap.1202 Bundes- schienen- wege |
| ------------- | ----------------------------------- | ---------------------------------- | --------------------- | ------------------- | ------------------------------------ | --------------------------------------- |
| [1]           | [2]                                 | [3]                                | [4]                   | [5] =[4]/[3]        | [6]                                  | [7]                                     |
| 2012          | 307.115.983                         | 311.600.000                        | 25.904.240            | 8,43 %              | *** o.A.                             | *** o.A.                                |
| 2013          | 310.000.000                         | 308.201.358                        | 26.132.966            | 8,48 %              | *** o.A.                             | *** o.A.                                |
| 2014          | 296.500.000                         | 295.872.474                        | 22.533.184            | 7,62 %              | *** o.A.                             | *** o.A.                                |
| 2015          | 306.900.000                         | 311.715.928                        | 23.379.614            | 7,5 %               | *** o.A.                             | *** o.A.                                |
| 2016          | 316.900.000                         | 317.444.824                        | 24.273.179            | 7,65 %              | 7.559.794                            | 5.293.197                               |
| 2017          | 329.100.000                         | 331.038.991                        | 27.930.413            | 8,44 %              | 8.950.168                            | 6.616.470                               |
| 2018          | 343.600.000                         | 348.292.848                        | 28.687.380            | 8,24 %              | 9.456.815                            | 6.138.108                               |
| 2019          | 356.400.000                         | 357.121.422                        | 29.111.333            | 8,15 %              | 10.472.693                           | 6.287.302                               |
| 2020          | 508.529.758                         | 443.431.974                        | 30.324.726            | 6,84 %              | 10.862.346                           | 7.536.232                               |
| 2021          | 572.725.714                         | 557.093.046                        | 37.209.685            | 6,68 %              | 11.126.644                           | 11.077.041                              |
| 2022          | 495.791.475                         | 481.304.311                        | 35.839.345            | 7,45 %              | 11.860.033                           | 9.943.381                               |
| 2023          | 461.211.782                         | 457.663.395                        | 36.168.473            | 7,9 %               | 12.879.312                           | 9.267.425                               |
| 2024          | 476.807.656                         | 474.753.728                        | 45.259.478            | 9,53 %              | 13.946.129                           | 16.244.291                              |
| 2025          | * 503.006.410                       | * o.A.                             | * o.A.                | * --%               | * o.A.                               | * o.A.                                  |
| 2026          | ** 520.500.000                      | * o.A.                             | * o.A.                | * --%               | * o.A.                               | * o.A.                                  |
| 2027          | ** 507.500.000                      | * o.A.                             | * o.A.                | * --%               | * o.A.                               | * o.A.                                  |
| 2028          | ** 546.400.000                      | * o.A.                             | * o.A.                | * --%               | * o.A.                               | * o.A.                                  |
| 2029          | ** 572.100.000                      | * o.A.                             | * o.A.                | * --%               | * o.A.                               | * o.A.                                  |

Zu den Spalten [2] und [3]: Ab dem Jahr 2025 gibt es neben dem hier aufgeführten „Kernhaushaltetat“ zusätzlich das „Sondervermögen Infrastruktur und Klimaneutralität“ (SVIK) sowie vom Jahr 2022 bis einschließlich dem Jahr 2027 das „Sondervermögen Bundeswehr“
* bedeutet dabei: Datenstand per Juli 2025 gemäß Zahlen des Bundesministeriums der Finanzen
** bedeutet dabei: Gemäß Entwurf eines „Kernhaushalt“-Etats 2026 und der ministeriellen Finanzplanung vom 30. Juli 2025
*** bedeutet dabei:  Nur andere Kapitel-(Kap.-)Einteilungen sind in diesen früheren Jahren innerhalb des BMV vorhanden.
Insgesamt: Die starken vorübergehenden Anwächse des Gesamthaushalts in den Jahren 2020 bis 2022 waren insbesondere durch Sonderumstände und -Ausgaben der COVID-19-Pandemie bedingt, siehe diesbezüglich auch beim Haushalt des BMG.

### Mittelverwendung nach Bundesländern
Durch eine Kleine Anfrage der Grünen-Fraktion im Bundestag wurde 2019 offengelegt, dass Bayern vom seit 2009 CSU-geführten Bundesverkehrsministerium im Zeitraum von 2009 bis 2018 vermehrt Investitionen aus Bundesmitteln zugewiesen bekam. Gemessen an Infrastruktur und Einwohnerzahl waren dies überproportional viele Gelder vor allem für Fernstraßen. Von 2014 bis 2019 wurden beispielsweise in Bayern 243 Brücken von insgesamt ca. 4700 saniert, in Nordrhein-Westfalen 100 von fast 4400. In die Fernstraßen in Bayern wurden 2 Milliarden Euro investiert, im bevölkerungsreichsten Bundesland NRW 1,4 Milliarden Euro. Bayern erhielt auch über den Gesamtzeitraum die höchste Mittelzuweisung und hatte dabei die größte Aufstockung der Mittel. So konnten in Bayern (bzw. im Vergleich dazu in NRW) von 2011 bis 2018 an neu gebauten Straßenkilometern fertig gestellt werden: Autobahnen 13 km (NRW: 24 km); Bundesstraßen 120 km (NRW: 0 km).
Die Grünen kritisierten dies als eine finanzielle Bevorzugung Bayerns, so warf der Fraktionsvorsitzende Oliver Krischer der CSU vor, seit der Übernahme des Bundesverkehrsministeriums dessen Etat „zielgerichtet für Bayern zu plündern“. Verantwortliche im Ministerium wiesen dies zurück. Die Differenz in der Mittelverwendung sei insofern begründet, als dass Bayern mehr Aufwand in die Vorplanung von Projekten investiere und diese daher eher baureif seien. Außerdem nutze die bayerische Staatsregierung konsequent die vorgesehene Möglichkeit, von anderen Ländern nicht abgerufene Mittel zu beanspruchen. Der ehemalige Verkehrsminister Alexander Dobrindt warf hingegen grün-geführten Ländern Organisationsversagen bei der Bewerbung um Fördermittel vor und begründete die Reform der Bundesfernstraßenverwaltung mit dem Ziel, die Planung von Straßenprojekten auf Bundesebene zu konzentrieren, um solche Ungleichgewichte zu beseitigen. Der stellvertretende Fraktionsvorsitzende Ulrich Lange stellte klar: „Die Mittel für den Straßenbau werden nach klaren und transparenten Kriterien vergeben, die für alle Länder gleich sind.“ Hierbei gehe es vor allem um Bedarf und Baureife.

## Bundesminister seit 1949
| Nr.                                                   | Name                              | Bild                       | Lebensdaten                | Partei                      | Beginn der Amtszeit        | Ende der Amtszeit          | Amtsdauer in Tagen         | Kabinett(e)                                                                   |
| Bundesminister für Verkehr                            | Bundesminister für Verkehr        | Bundesminister für Verkehr | Bundesminister für Verkehr | Bundesminister für Verkehr  | Bundesminister für Verkehr | Bundesminister für Verkehr | Bundesminister für Verkehr | Bundesminister für Verkehr                                                    |
| ----------------------------------------------------- | --------------------------------- | -------------------------- | -------------------------- | --------------------------- | -------------------------- | -------------------------- | -------------------------- | ----------------------------------------------------------------------------- |
| 1                                                     | Hans-Christoph Seebohm            |                            | 1903–1967                  | DP (bis 1960) CDU (ab 1960) | 20. September 1949         | 30. November 1966          | 6280                       | Adenauer I Adenauer II Adenauer III Adenauer IV Adenauer V Erhard I Erhard II |
| 2                                                     | Georg Leber                       |                            | 1920–2012                  | SPD                         | 1. Dezember 1966           | 7. Juli 1972               | 2045                       | Kiesinger Brandt I                                                            |
| 3                                                     | Lauritz Lauritzen                 |                            | 1910–1980                  | SPD                         | 7. Juli 1972               | 16. Mai 1974               | 678                        | Brandt I Brandt II                                                            |
| 4                                                     | Kurt Gscheidle                    |                            | 1924–2003                  | SPD                         | 16. Mai 1974               | 4. November 1980           | 2364                       | Schmidt I Schmidt II                                                          |
| 5                                                     | Volker Hauff                      |                            | * 1940                     | SPD                         | 6. November 1980           | 1. Oktober 1982            | 694                        | Schmidt III                                                                   |
| 6                                                     | Werner Dollinger                  |                            | 1918–2008                  | CSU                         | 4. Oktober 1982            | 12. März 1987              | 1620                       | Kohl I Kohl II                                                                |
| 7                                                     | Jürgen Warnke                     |                            | 1932–2013                  | CSU                         | 12. März 1987              | 21. April 1989             | 771                        | Kohl III                                                                      |
| 8                                                     | Friedrich Zimmermann              |                            | 1925–2012                  | CSU                         | 21. April 1989             | 18. Januar 1991            | 637                        | Kohl III                                                                      |
| 9                                                     | Günther Krause                    |                            | * 1953                     | CDU                         | 18. Januar 1991            | 13. Mai 1993               | 846                        | Kohl IV                                                                       |
| 10                                                    | Matthias Wissmann                 |                            | * 1949                     | CDU                         | 13. Mai 1993               | 26. Oktober 1998           | 1992                       | Kohl IV Kohl V                                                                |
| Bundesminister für Verkehr, Bau- und Wohnungswesen    |                                   |                            |                            |                             |                            |                            |                            |                                                                               |
| 11/16                                                 | Franz Müntefering                 |                            | * 1940                     | SPD                         | 27. Oktober 1998           | 17. September 1999         | 325                        | Schröder I                                                                    |
| 12/17                                                 | Reinhard Klimmt                   |                            | * 1942                     | SPD                         | 29. September 1999         | 16. November 2000          | 414                        | Schröder I                                                                    |
| 13/18                                                 | Kurt Bodewig                      |                            | * 1955                     | SPD                         | 20. November 2000          | 22. Oktober 2002           | 701                        | Schröder I                                                                    |
| 14/19                                                 | Manfred Stolpe                    |                            | 1936–2019                  | SPD                         | 22. Oktober 2002           | 22. November 2005          | 1127                       | Schröder II                                                                   |
| Bundesminister für Verkehr, Bau und Stadtentwicklung  |                                   |                            |                            |                             |                            |                            |                            |                                                                               |
| 15/20                                                 | Wolfgang Tiefensee                |                            | * 1955                     | SPD                         | 22. November 2005          | 28. Oktober 2009           | 1436                       | Merkel I                                                                      |
| 16/21                                                 | Peter Ramsauer                    |                            | * 1954                     | CSU                         | 28. Oktober 2009           | 17. Dezember 2013          | 1511                       | Merkel II                                                                     |
| Bundesminister für Verkehr und digitale Infrastruktur |                                   |                            |                            |                             |                            |                            |                            |                                                                               |
| 17                                                    | Alexander Dobrindt                |                            | * 1970                     | CSU                         | 17. Dezember 2013          | 24. Oktober 2017           | 1407                       | Merkel III                                                                    |
| —                                                     | Christian Schmidt (kommissarisch) |                            | * 1957                     | CSU                         | 24. Oktober 2017           | 14. März 2018              | 141                        | Merkel III                                                                    |
| 18                                                    | Andreas Scheuer                   |                            | * 1974                     | CSU                         | 14. März 2018              | 8. Dezember 2021           | 1365                       | Merkel IV                                                                     |
| Bundesminister für Digitales und Verkehr              |                                   |                            |                            |                             |                            |                            |                            |                                                                               |
| 19                                                    | Volker Wissing                    |                            | * 1970                     | parteilos (bis 2024 FDP)    | 8. Dezember 2021           | 6. Mai 2025                | 1245                       | Scholz                                                                        |
| Bundesminister für Verkehr                            |                                   |                            |                            |                             |                            |                            |                            |                                                                               |
| 20                                                    | Patrick Schnieder                 |                            | * 1968                     | CDU                         | 6. Mai 2025                | amtierend                  | 96                         | Merz                                                                          |

## Parlamentarische Staatssekretäre

### Bundesministerium für Verkehr
- 1967–1972: Holger Börner (SPD)
- 1972–1979: Ernst Haar (SPD)
- 1974–1976: Kurt Jung (FDP)
- 1976–1980: Lothar Wrede (SPD)
- 1979–1982: Erhard Mahne (SPD)
- 1982–1993: Dieter Schulte (CDU)
- 1991–1993: Wolfgang Gröbl (CSU)
- 1993–1997: Manfred Carstens (CDU)
- 1994–1998: Johannes Nitsch (CDU)
- 1997–1998: Norbert Lammert (CDU)

### Bundesministerium für Verkehr, Bau- und Wohnungswesen
- 1998–2005: Achim Großmann (SPD)
- 1998–2000: Lothar Ibrügger (SPD)
- 1998–2000: Siegfried Scheffler (SPD)
- 2000–2005: Angelika Mertens (SPD)
- 2000–2002: Stephan Hilsberg (SPD)
- 2000: Kurt Bodewig (SPD)
- 2002–2005: Iris Gleicke (SPD)

### Bundesministerium für Verkehr, Bau und Stadtentwicklung
- 2005–2009: Achim Großmann (SPD)
- 2005–2009: Ulrich Kasparick (SPD)
- 2005–2009: Karin Roth (SPD)
- 2009–2013: Jan Mücke (FDP)
- 2009–2013: Andreas Scheuer (CSU)
- 2009–2013: Enak Ferlemann (CDU)

### Bundesministerium für Verkehr und digitale Infrastruktur
- 2013–2015: Katherina Reiche (CDU)
- 2013–2018: Dorothee Bär (CSU)
- 2015–2018: Norbert Barthle (CDU)
- 2013–2021: Enak Ferlemann (CDU)
- 2018–2021: Steffen Bilger (CDU)

### Bundesministerium für Digitales und Verkehr
- 2021–2024: Michael Theurer (FDP)
- 2021–2024: Daniela Kluckert (FDP)
- 2021–2024: Oliver Luksic (FDP)
- 2024: Gero Hocker (FDP)
- 2024–2025: Sören Bartol (SPD)

### Bundesministerium für Verkehr
- seit 2025: Christian Hirte (CDU)
- seit 2025: Ulrich Lange (CSU)

## Beamtete Staatssekretäre

### Bundesministerium für Verkehr
- 1950–1952: Edmund Frohne
- 1952–1957: Günther Bergemann
- 1957–1967: Ludwig Seiermann
- 1967–1974: Karl Wittrock (SPD)
- 1974–1982: Heinz Ruhnau (SPD)
- 1982: Gerhard Konow (parteilos)
- 1982: Georg-Wilhelm Rehm
- 1982–1987: Alfred Bayer (CSU)
- 1987–1995: Wilhelm Knittel (CSU)
- 1995–1998: Hans Jochen Henke (CDU)

### Bundesministerium für Verkehr, Bau- und Wohnungswesen
- 1998–2000: Elke Ferner (SPD)
- 1998–1999: Matthias Machnig (SPD)
- 1999–2002: Henner Wittling (SPD)
- 2000–2005: Ralf Nagel (SPD)
- 2002–2005: Tilo Braune (SPD)

### Bundesministerium für Verkehr, Bau und Stadtentwicklung
- 2005–2008: Jörg Hennerkes (SPD)
- 2006–2009: Engelbert Lütke Daldrup (SPD)
- 2008: Matthias von Randow (SPD)
- 2009–2012: Klaus-Dieter Scheurle (CSU)
- 2009–2013: Rainer Bomba (CDU)
- 2012–2013: Michael Odenwald (CDU)

### Bundesministerium für Verkehr und digitale Infrastruktur
- 2013–2018: Rainer Bomba (CDU)
- 2013–2018: Michael Odenwald (CDU)
- 2018–2019: Gerhard Schulz (parteilos)
- 2018–2019: Guido Beermann (CDU)
- 2019–2021: Tamara Zieschang (CDU)
- 2019–2021: Michael Güntner (CDU)

### Bundesministerium für Digitales und Verkehr
- 2021–2022: Michael Güntner (CDU)
- 2021–2025: Stefan Schnorr
- 2022–2025: Hartmut Höppner
- 2022–2025: Susanne Henckel

### Bundesministerium für Verkehr
- seit 2025: Stefan Schnorr
- seit 2025: Claudia Stutz (CDU)